# Jarle Bernhoft
Jarle Norman Bernhoft-Sjødin (Nittedal, 21 giugno 1976) è un cantante norvegese.

## Biografia
Jarle Bernhoft ha fatto il proprio debutto discografico con l'album in studio Ceramik City Chronicles (2008), classificatosi al 4º posto della VG-lista. L'artista è stato in seguito riconosciuto col Spellemannprisen del 2011 grazie al successo del secondo LP 1:Man 2:Band (2010). È stato in lizza per l'MTV Europe Music Award al miglior artista norvegese del 2011.
Il quarto disco Islander (2014) ha esordito direttamente in vetta alla classifica norvegese. Ha poi ottenuto un terzo ingresso nella top 25 nazionale con l'EP Stop/Shutup/Shout It Out, uscito due anni più tardi.

## Discografia

### Album in studio
- 2008 – Ceramik City Chronicles
- 2010 – 1:Man 2:Band
- 2011 – Solidarity Breaks
- 2014 – Islander
- 2018 – Humanoid
- 2021 – Dancing on My Knees
- 2023 – Avenue of Loveless Hearts

### Album dal vivo
- 2011 – Walk with Me - Live at Chateau Neuf

### EP
- 2014 – Live from Cologne
- 2016 – Stop/Shutup/Shout It Out
- 2017 – The Morning Comes

### Raccolte
- 2022 – Hver gang vi møtes

### Singoli
- 2012 – Shout
- 2015 – Everyone's a Stranger
- 2021 – All My Loving
- 2021 – Clearly Confused
- 2021 – Call Out Kids
- 2021 – Say It Isn't So
- 2022 – Like the Way
- 2022 – Miles Away (con Kamara e Slopes)
- 2023 – Carry You
- 2023 – I Got a Feeling
- 2023 – No Place like Home